# Banrural

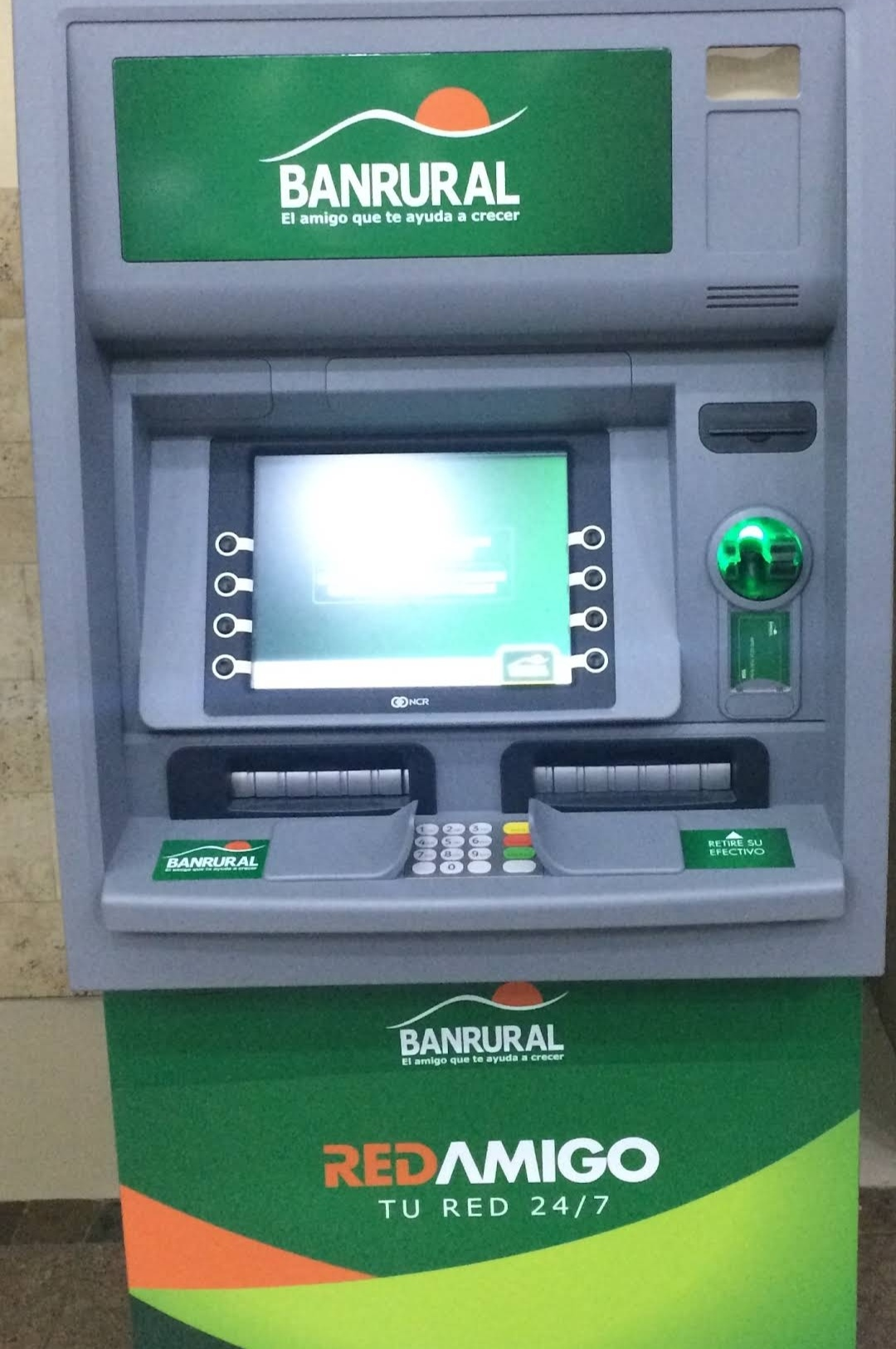
Cajero automático del banco en San Pedro Sula.

El Banco de Desarrollo Rural, Sociedad Anónima (Banrural) es un banco guatemalteco, perteneciente a una sociedad anónima de carácter mixto. Cuenta con aproximadamente 11,000 empleados y 1,151 agencias, 1,000 puntos de cajeros automáticos y 2,000 cajas rurales alrededor del país.  Registra, en moneda nacional, 1.3 millones de cuentas en depósitos monetarios y 5.3 millones de cuentas de ahorro, en Guatemala. En 2014, Banrural extendió sus servicios a Honduras.Inició formalmente sus operaciones el 2 de enero de 1998 desde el principio buscó atender al área rural, más allá del sector agropecuario, ofreciendo una serie de servicios financieros diversos.
Es el segundo banco más grande del país en términos de activos solo por detrás del Banco Industrial Guatemala.

## Historia
En Guatemala, en 1997, surge el Banco de Desarrollo Rural, S.A. (Banrural), como un banco de desarrollo orientado a la población del interior del país, con especial atención a micro, pequeños y medianos empresarios, que en ese tiempo, no eran sujetos de crédito en la banca tradicional.
Banrural surge de la transformación de Banco de Desarrollo Agrícola (Bandesa), un banco estatal creado en 1971, el cual fue liquidado mediante Decreto Número 57-97 del Congreso de la República de Guatemala, documento donde se otorgó el respaldo legal para la liquidación de Bandesa y la creación de Banrural;  asimismo esto abrió el espacio, para que la capitalización del banco se hiciera con recursos provenientes de diferentes sectores económicos y sociales del país.
Bajo esta modalidad, la aportación del Estado se redujo y se incrementó la de integrantes de Cooperativas, de Organizaciones Mayas, Xincas y Garífunas, organizaciones de mujeres, grupos de trabajadores, organizaciones no gubernamentales y pequeños empresarios.
En sus inicios, Banrural fue creado como un fideicomiso administrado por el Banco de Guatemala, y sus fondos provenían principalmente de préstamos y donaciones de organismos internacionales, como el Banco Interamericano de Desarrollo (BID) y el Banco Mundial.
En 2003, Banrural se convirtió en una entidad bancaria completamente independiente.
El 26 de noviembre de 2014, inicia su expansión internacional al abrir una oficina en Honduras. 

## Agencias
Además de sus puntos de atención a nivel nacional, Banrural también tiene presencia en el ámbito internacional, con una agencia ubicada en la ciudad de Tapachula, en el estado de Chiapas, México. Esta agencia se enfoca en brindar servicios financieros a los guatemaltecos que viven en la región fronteriza entre Guatemala y México.
En cuanto a su presencia internacional, Banrural cuenta con representaciones en diversos países de la región, como México, Honduras, El Salvador, Nicaragua y Costa Rica. Sin embargo, no cuenta con agencias físicas en estos países, sino que se apoya en alianzas estratégicas con otras instituciones financieras para ofrecer sus servicios.
Además, Banrural cuenta con una alianza con la Corporación Interamericana de Inversiones (CII), que es el brazo financiero del Banco Interamericano de Desarrollo (BID), lo que le permite acceder a financiamiento y recursos técnicos para impulsar el desarrollo rural en Guatemala.

## Mercado
El Banco de Desarrollo Rural de Guatemala (Banrural) ha logrado una sólida participación en el mercado financiero guatemalteco gracias a su enfoque en el sector rural y su compromiso con el desarrollo económico y social del país. Banrural se ha posicionado como una de las principales instituciones financieras del país y ha logrado atraer una amplia base de clientes en todo el territorio nacional.
Banrural ha encontrado su nicho de mercado en el sector rural, ofreciendo préstamos y otros servicios financieros a pequeños productores y agricultores que buscan financiar sus proyectos productivos. La institución ha logrado consolidarse como líder en el mercado gracias a su enfoque en el desarrollo rural y su compromiso con el desarrollo económico y social del país.
Banrural cuenta con una amplia red de agencias en todo el territorio nacional, lo que le permite ofrecer servicios financieros en áreas donde otros bancos no tienen presencia. Además, la institución ha implementado una estrategia de atención a la cliente centrada en la calidad del servicio, lo que le ha permitido consolidar una amplia base de clientes y una buena reputación en el mercado financiero guatemalteco.

## Grupo Financiero Banrural
Hoy en día el Banco se ha constituido como Grupo  Financiero Banrural, integrándose al mismo las empresas:
- Banco de Desarrollo Rural, S.A.
- Aseguradora Rural, S.A. y
- Financiera Rural, S.A.,

que consta en Resolución de la Junta Monetaria  JM-184-2007 fechada 28 de noviembre de 2007.